# 小金井運転区
小金井運転区（こがねいうんてんく）は、かつてあった東日本旅客鉄道（JR東日本）大宮支社の運転士が所属する組織である。2024年3月15日限りで廃止し、小山運輸区を経て現在は小山統括センター乗務ユニット。

## 乗務範囲
- 宇都宮線：東京駅 - 黒磯駅間
- 湘南新宿ライン：新宿駅 - 宇都宮駅間
- 武蔵野線・京葉線：与野駅 - 海浜幕張駅・東京間（臨時）
- 水戸線：小山駅 - 下館駅間（試運転）

## 歴史
- 2006年3月31日 - ISO 9001認証取得。
- 2016年2月 - ISO 9001認証を返上。
- 2023年3月16日 - 当区と宇都宮運輸区の一部車掌行路を統合し小山運輸区発足。当区は廃止。
- 2025年3月15日 - 小山運輸区と小山営業統括センターが統合し小山統括センター発足。小山運輸区は廃止。

| スタブアイコン | サブスタブ | この項目は、まだ閲覧者の調べものの参照としては役立たない、鉄道に関連した書きかけの項目です。この項目を加筆・訂正などしてくださる協力者を求めています（P:鉄道/PJ:鉄道）。 |